# Aeroportul Internațional Resistencia
Aeroportul Internațional Resistencia (IATA: RES, ICAO: SARE) este un aeroport din Provincia Chaco, Argentina ce deservește zona Resistencia⁠(d). Aeroportul a fost tranzitat în decembrie 2022 de 22.211 pasageri. A fost deschis în 1965 și numit după zona deservită.
Situat la o altitudine de 52 m, aeroportul dispune de o singură pistă. Este operat de Aeropuertos Argentina⁠(d).